# Sainte-Cécile (Wandea)
Sainte-Cécile – miejscowość i gmina we Francji, w regionie Kraj Loary, w departamencie Wandea.
Według danych na rok 1990 gminę zamieszkiwało 1 179 osób, a gęstość zaludnienia wynosiła 36 osób/km² (wśród 1504 gmin Kraju Loary Sainte-Cécile plasuje się na 509. miejscu pod względem liczby ludności, natomiast pod względem powierzchni na miejscu 241.).